# Stormblåst
Stormblåst je drugi studijski album norveškog black metal-sastava Dimmu Borgir i posljednji album na kojemu su sve pjesme na norveškom jeziku. Album je izdan 25. siječnja 1996. godine, a 2005. ponovo je snimljen. Četvrta pjesma "Sorgens Kammer", koja je instrumentalna, sadrži melodiju gotovo identičnu onoj koja se pojavljuje u videoigri za Amigu pod nazivom Agony; zbog toga se uopće ne pojavljuje na ponovno snimljenoj inačici albuma i umjesto nje ondje se nalazi nova pjesma "Sorgens Kammer - Del II". Na početku pjesme "Alt lys er svunnet hen" pojavljuje se melodija gotovo identična onoj u pjesmi "Sacred Hour" sastava Magnum.
Prvi je album na kojem Tjodalv svira bubnjeve, a Shagrath pjeva, a posljednji je uradak na kojem je tekstove određenih pjesama napisao Aldrahn (Dødheimsgard i Thorns) sve do albuma Death Cult Armageddon i posljednji je album s basistom Brynjardom Tristanom. 

## Popis pjesama
| 1.    | »Alt lys er svunnet hen«                   | Erkekjetter Silenoz | Erkekjetter Silenoz, Shagrath | 6:05 |
| 2.    | »Broderskapets ring«                       | Shagrath            | Shagrath, Erkekjetter Silenoz | 5:07 |
| 3.    | »Når sjelen hentes til helvete«            | Erkekjetter Silenoz | Erkekjetter Silenoz           | 4:30 |
| 4.    | »Sorgens kammer« (instrumentalna skladba)  |                     | Stian Aarstad, Tim Wright     | 6:19 |
| 5.    | »Da den kristne satte livet til«           | Erkekjetter Silenoz | Erkekjetter Silenoz           | 3:06 |
| 6.    | »Stormblåst«                               | Aldrahn             | Erkekjetter Silenoz, Shagrath | 6:13 |
| 7.    | »Dødsferd«                                 | Shagrath            | Shagrath                      | 5:28 |
| 8.    | »Antikrist«                                |                     |                               | 3:42 |
| 9.    | »Vinder fra en ensom grav«                 | Aldrahn             | Shagrath                      | 4:25 |
| 10.   | »Guds fortapelse - åpenbaring av dommedag« | Erkekjetter Silenoz | Shagrath                      | 4:23 |
| 49:18 |                                            |                     |                               |      |

## Recenzije
Recenzija sa stranice AllMusic bio je nepoviljan: "Dugački, melankolični klavirski instrumentalni, previše tempa srednjeg ritma i preobilje synth kaše s okusom gotha testirat će strpljenje onih koji traže visceralniji pristup..."

## Zasluge
| Dimmu Borgir - Shagrath – solo-gitara, vokal, produkcija - Erkekjetter Silenoz – ritam gitara, vokal, produkcija, logotip sastava - Brynjard Tristan – bas-gitara, produkcija - Stian Aarstad – sintisajzer, klavir, produkcija - Tjodalv – bubnjevi, produkcija Dodatni glazbenici - Vicotnik – dodatni vokal (na pjesmi "Stormblåst") | Ostalo osoblje - Alex Kurtagić – grafički dizajn, naslovnica - Kristian Romsøe – mastering |